# Разлог (община)
Разлог (болг. Община Разлог) — община в Болгарии. Входит в состав Благоевградской области. Население составляет 22 237 человек (на 15 мая 2008 года).
Административный центр — город Разлог.
Кмет (мэр) общины Разлог — Любен Петров Татарски (коалиция в составе 3 партий: Демократы за сильную Болгарию (ДСБ), ВМРО — Болгарское национальное движение, Союз демократических сил (СДС)) по результатам выборов.

## Состав общины
В состав общины входят следующие населённые пункты:
1. село Баня
2. село Бачево
3. село Годлево (Болгария)
4. село Горно-Драглиште
5. село Добырско
6. село Долно-Драглиште
7. село Елешница
8. город Разлог

Также на территории общины расположен горнолыжный курорт Кулиното.